# 風、スローダウン
『風、スローダウン』（かぜ、スローダウン）は、1991年11月23日に東映洋画の配給で公開された日本映画。島田紳助監督作品。

## 概要
島田紳助の初監督作品で、脚本も担当している。井筒和幸を監修に迎え、「これは正しい青春映画です」と銘打ち、明るくも哀しい映画に仕立てている。
映画のベースは紳助の自著『風よ、鈴鹿へ』。
製作としてクレジットされている吉本興業、テレビ大阪、日映エージェンシー、ディレクターズ・カンパニー4社の均等出資により製作された。
大阪を舞台に、「なかなか芽が出ないバイクレーサー」「ヤクザのチンピラ」「すねかじりの金持ちボンボン」の仲良し3人組と東京から来た1人の少女を軸に、青春の岐路・苦悩・挫折を描いている。

## あらすじ
プロのオートバイレーサーを目指すオサム、ヤクザの準構成員のショージ、父の事業を継ぐことを約束されているヤスヒロの前に、東京から来た麻美が現れる。オサムと麻美は次第に惹かれ合うものの、麻美に想いを寄せているヤスヒロは嫉妬していた。だが、実は麻美は遠い親戚から求婚されていて、結婚が嫌で大阪に逃げてきていた。
一方、ヤスヒロはその放蕩ぶりを見かねた父によって政略結婚をさせられ、ショージは鉄砲玉で男を上げようとしたが返り討ちにあって死亡(?)する。※後日談ではギリ生きていたことになっている。
夢を捨てきれないオサムは悩んだ末に麻美と別れた。彼女の結婚式当日の朝に、時期外れのヒマワリの鉢植えが麻美の実家の玄関に置かれていた。それはオサムが麻美の好きな花がヒマワリだと覚えていて、それをこっそり置いたものだった。時期外れのヒマワリはハウス栽培しか無く、ひと鉢が10万する高価なものだった。そのヒマワリを買うために、オサムは自分のバイクのスペアエンジンを売り払った。スペアがなければ、エンジン故障したときには、もうレースができなくなる。麻美の結婚式の当日、自らの夢を賭けたレースに出場した。しかし、オサムを乗せたバイクは勢い余って転倒し、エンジンを壊してしまった。

## キャスト
- 川崎オサム(B級ライダー)：石田靖
- 加納麻美(オサムの彼女)：五十嵐いづみ
- 大倉ショージ(オサムの旧友・花村組準構成員)：長原成樹
- 高橋ヤスヒロ(オサムの旧友・社長の息子)：西川忠志

＜バイクチーム＞
- バイククラブ監督：入川保則
- バイククラブ監督の妻：島田陽子
- 喜多(後輩ライダー)：砂川真吾
- 小林(クラブチームエンジニア)：木下ほうか

＜麻美の関係者＞
- 加納良子(麻美の母)：田村奈巳
- 本間良夫(麻美の親戚・フィアンセ)：加勢大周

＜オサムの関係者＞
- 焼き肉屋店長(ホルモン「まんぷく」)：西川きよし
- 井上美和(花屋・ヒマワリ)：岸本加世子
- 踏切の男：浜村淳
- 工場現場親方(オサムのバイト先)：結城哲也
- 工事現場作業員(ベトナム人)：蔵野孝洋
- 工事現場作業員(ベトナム人)：横山アラン

＜ヤスヒロの関係者＞
- エリ(沖縄に行きたがる女)：ハイヒールモモコ
- ヤスヒロのツレ(場を盛り上げる・エリの男)：ぜんじろう
- ヤスヒロのツレ(性豪・涼子の男)：岩城正剛
- 涼子(打算的な女)：中川喜美子
- ヤスヒロの父(会社の社長)：南方英二
- 川本(社長秘書)：松澤一之

＜ショージの関係者＞
- 刺青師：奥田瑛二
- 刺青師弟子(眉毛なし)：清水圭
- 刺青を入れる男：中田ボタン
- 若者(ベンツを傷つける)：浦井崇
- 若者(ベンツを傷つける)：河本栄得
- 黒竜会・太田(ショージが狙う組長)：円広志

＜花村組＞
- 菅原(ショージの兄貴分)：桑名正博
- 花村組組長：佐川満男
- 花村組幹部(トランプ)：上岡龍太郎

## スタッフ
- 監督・脚本：島田紳助
- 企画：東陽、木村政雄、中村俊安、宮坂進
- 監修：井筒和幸
- プロデューサー：松木孝司、山本文夫、杉田薫
- 音楽：BORO
- 撮影：栢野直樹
- 編集：吉岡聡
- 美術：藤田泰男
- 助監督：生田隆
- 製作：吉本興業、テレビ大阪、日映エージェンシー、ディレクターズ・カンパニー

## エピソード
- 映画監督の深作欣二が『CLUB紳助』のゲストに出演した際、自ら本作の話をして感想を述べ、ホストである紳助がいたく感動した。

## 作品の評価

### 興行成績
紳助の地元大阪では好稼働を見せたが、全国的には振るわず。配収は1億円超で、ビデオが1992年6月に東芝EMIから発売される等、2次3次使用で採算をペイした。
批評面では第1回日本映画批評家大賞新人賞、第17回おおさか映画祭新人監督賞をそれぞれ受賞している。